# Namiblerche

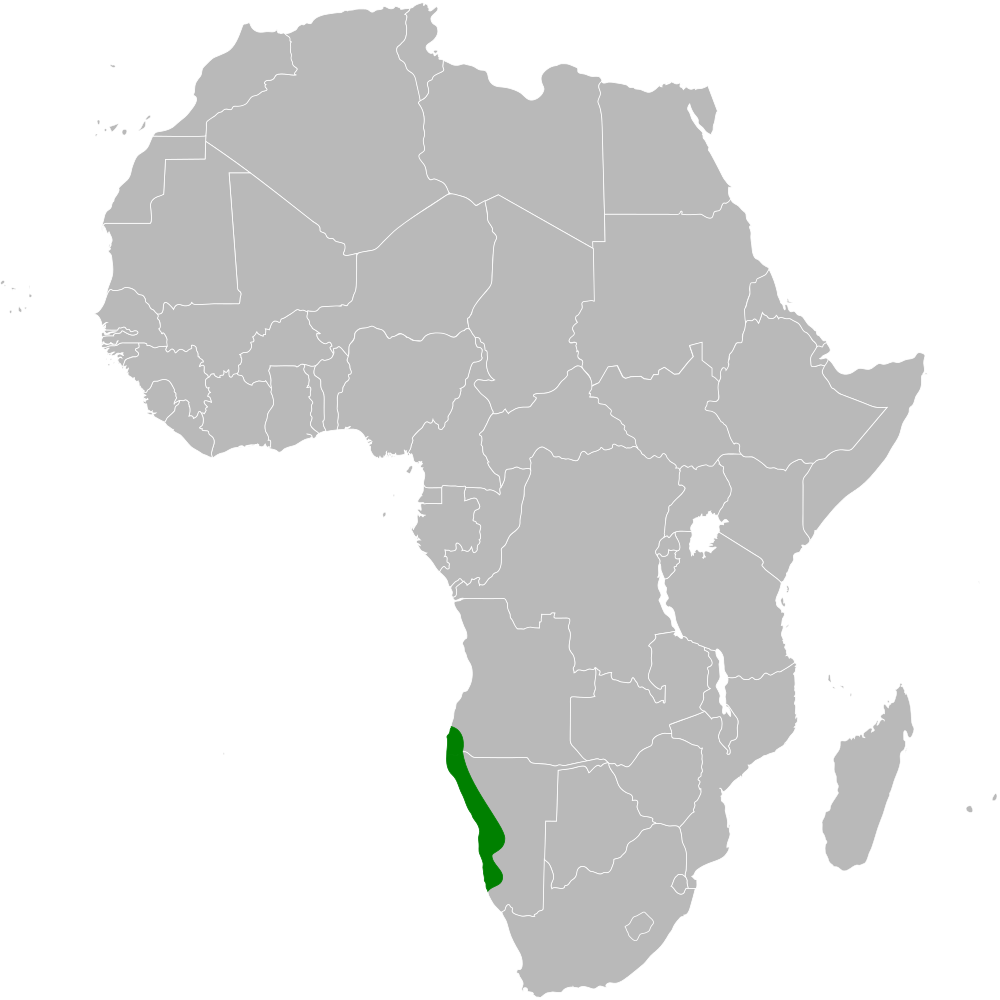
Verbreitungsgebiet der Namiblerche

Die Namiblerche (Ammomanopsis grayi) ist eine Art aus der Familie der Lerchen. Ihr Verbreitungsgebiet liegt im Südwesten Afrikas und dort auf die Namib begrenzt, wo sie zu den charakteristischen Vogelarten zählt. Sie ist die einzige rezente Vertreterin ihrer Gattung. Es werden zwei Unterarten unterschieden.
Die Bestandssituation der Namiblerche wird von der IUCN mit nicht gefährdet (least concern) eingestuft.

## Merkmale
Die Namiblerche erreicht eine Körperlänge von etwa 13,9 bis 16,3  Zentimetern, wovon 5,1 bis 6,1 Zentimeter auf den Schwanz entfallen. Die Schnabellänge beträgt vom Schädel aus gemessen 1,39 bis 1,63 Zentimeter. Es besteht kein auffallender Geschlechtsdimorphismus.
Die Namiblerche ist eine der am hellsten gefärbten Lerchenarten. Die Körperoberseite ist sandfarben und kann bei einigen Individuen einen leicht rötlichen Ton aufweisen. Die Kopfseiten sowie die Körperunterseite sind weiß. Die Brust und der Bauch haben dabei leicht sandfarbenen Ton. Die Hand- und Armschwingen sind blass graubraun. Der Schnabel ist grau mit einer dunklen Spitze. Die Iris ist olivbraun.

## Verwechslungsmöglichkeiten
Auf Grund ihrer fehlenden Brustzeichnung ist die Namiblerche mit keiner anderen Lerchenart zu verwechseln. Sie weist aus der Entfernung eine entfernte Ähnlichkeit mit dem Oranjeschmätzer (Cercomela tractrac) auf. Im Vergleich zu diesem ist die Namiblerche jedoch etwas kleiner, hat einen kürzeren und dickeren Schnabel. Ihr fehlt außerdem der weiße Bürzel, der für den Oranjeschmätzer charakteristisch ist.

## Verbreitungsgebiet und Lebensraum
Das Verbreitungsgebiet der Namiblerche ist die Namib, eine Trockenwüste an der Westküste Afrikas. Als typische Küstenwüste ist ein Streifen entlang der Küstenregion eine sogenannte Nebelwüste, in der die Namiblerche vorkommt. Verantwortlich für die Nebelbildung in diesem Wüstenstreifen sind die über dem Kontinent erwärmten küstenparallelen oder ablandigen Passatwinde, die sogenannte Auftriebsgebiete vor der Küste entstehen lassen. Diese Winde schieben warmes Oberflächenwasser von der Küste weg, wodurch kalte Tiefenströmung aufsteigen kann und das warme Wasser ersetzt. Durch Kontakt mit dem kalten Wasser des Benguelastroms kühlt sich auch die oberflächennahe Luft ab und beginnt zu kondensieren. Dieser Abkühlungseffekt führt in einem viele Kilometer breiten Streifen zu einer hohen Luftfeuchtigkeit und damit zu Nebelbildung, so dass es etwa 250 Nebeltage pro Jahr gibt.
Die Namibwüste ist in diesem Küstenstreifen auf hell rötlichen steinigen Flächen mit schütterem Grasbewuchs und niedrigen Sukkulenten anzutreffen. Mit ihrem Gefieder ist sie dem Verwitterungsschutt der Namibwüste angepasst.

## Lebensweise
Der Hitze des Tages entzieht sich die Namiblerche häufig, indem sie sich in einen Nagetierbau oder an eine schattige Stelle zwischen Steinen oder herabhängenden Ästen zurückzieht. Die Nahrung besteht aus Sämereien, in geringem Maße auch grünes Pflanzenmaterial und Wirbellosen. Der Anteil der einzelnen Nahrungskomponenten schwankt saisonal.
Wie alle Lerchen ist auch die Namiblerche ein Bodenbrüter. Es gibt keine klar ausgeprägte Brutzeit. Nester und Jungvögel sind für alle Monate eines Jahres nachgewiesen.

## Einzelbelege
1. ↑  Pätzold: Kompendium der Lerchen. S. 199.
2. ↑  Pätzold: Kompendium der Lerchen. S. 196.